# Rosae Crucis
I Rosae Crucis sono stati un gruppo musicale heavy metal italiano.
Costituitasi nel 1988 a Tivoli, la band ha cambiato più volte formazione anche se in tutto l'arco della sua storia l'identità del gruppo è rimasta fortemente delineata grazie alla presenza dei due membri fondatori, il chitarrista Andrea "Kiraya" Magini e il cantante Giuseppe "Ciape" Cialone, entrambi peraltro compositori di quasi tutti i brani.
Caratteristica tipica del gruppo è il cantato in lingua italiana.

## Storia del gruppo

### Gli esordi, i primi demo
I Rosae Crucis nascono nel 1988 dalla mente del chitarrista Andrea Magini e da quella del chitarrista Igor Baccei.
Dopo aver spaziato tra vari generi mirati a trovare un percorso stabile che andavano dal grind al thrash all'horror metal, il gruppo inizia a scrivere canzoni in un "heavy metal senza barriere, che arrivava dalla molteplicità di influenze di quel periodo, che potevano andare dagli Slayer ai Running Wild senza limiti alcuni".
Viene registrato un demo completamente autoprodotto nel 1991/1992, Il Re del Mondo, che piacque e piace tuttora per la particolarità delle canzoni. Dopo quel demo, il gruppo tenta di migliorare nel song-writing, cercando di approfondire meglio i pezzi.
Per vicissitudini varie, e dopo alcuni cambi di formazione, nel 1997 esce con un secondo demo, Fede Potere Vendetta, "un demo esplosivo carico di odio e rancore verso tutti quelli che ci avevano dato addosso negli anni precedenti e durante l'attività live (abbastanza ampia durante il primo periodo), a causa del nostro porsi nei confronti del metal e dell'Italia".
Entrambi i demo infatti erano completamente cantati in italiano, con testi definiti "epic metal" da molti.
Nel 2013, negli archivi della band è stato ritrovato un demo mai pubblicato prima, datato 1989 contenente brani inediti cantati in inglese e italiano, dal titolo "Wall Of Fear Demo".

### Esordio ufficiale,Worms of the Earth
Dopo molti anni di silenzio, e ulteriori cambi di formazione, che ora ruotava intorno a Andrea Magini, a Giuseppe Cialone e a Massimiliano Salvatori viene pubblicato un promo ancora in italiano che conosce molte attenzioni da parte degli addetti ai lavori, che volevano però sentire lo stesso promo cantato in inglese, decretando un allontanamento da parte della band nei confronti dei metallari italiani per potersi confrontare al meglio con il resto del mondo.
Durante la registrazione del promo Bran Mak Morn, agli Outer Sound Studios, nel 2000, il gruppo viene in contatto con Giuseppe Orlando. Viene registrato l'album di debutto dal titolo Worms of the Earth, completamente in inglese, (2003), ispirato ai racconti di Robert Howard (noto soprattutto come autore di Conan il Cimmero) relativi alle gesta dell'eroe Bran Mak Morn e alla resistenza della popolazione dei Pitti contro l'invasione romana e viene firmato un contratto con Scarlet Records.

### Eventi recenti
Il gruppo ha mantenuto vivo il proprio nome nell'underground metal italiano con frequenti concerti live, tra cui alcuni in apertura a nomi storici del genere come i Manilla Road, e partecipando ad alcuni dischi di tributo con le proprie cover di Pleasure Slave dei Manowar, Death of the Sun dei Cirith Ungol e The Fires of Mars dei Manilla Road.
Nel 2007 il gruppo firma un contratto con una casa discografica modenese esordiente, la Jolly Roger Records, e per essa incide nel settembre 2008 il disco Il Re del Mondo, che riprende e approfondisce quanto già proposto dal gruppo stesso con l'omonimo demo. Il disco contiene, fra le altre tracce, una versione rielaborata in chiave heavy metal del saltarello tradizionale Schiarazula Marazula più noto nella rivisitazione di Angelo Branduardi Ballo in Fa Diesis Minore. Il 3 ottobre 2009 è stato presentato ufficialmente a Roma Fede Potere Vendetta, album contenente -oltre ai brani dell'omonimo demo- anche materiale inedito e anticipato dal videoclip  della canzone omonima.
Recentemente (6 marzo 2009) hanno tenuto un concerto live a Ravenna con il patrocinio delle Università di Bologna e Chieti-Pescara e di RavennaFestival.
Ha supportato live band del calibro dei Virgin Steele, Obituary, Finntroll, Paul Di Anno, Deicide, Skyclad e tante altre band.
Dopo il periodo di intensa attività live che ha fatto seguito alla pubblicazione de Il Re del Mondo e di Fede Potere Vendetta il gruppo decide di prendersi un "periodo di riflessione" e di sospendere l'attività live per i prossimi mesi e dedicarsi completamente al lavoro in studio.
Il 27 settembre 2010 esce Fede Potere Vendetta Overlord Edition, completamente cantato in inglese (salvo alcuni inserti), che vede l'aggiunta di una bonus track, YES WE TANK, vero manifesto contro ogni forma di censura.
Alcune tracce live registrate dal loro ultimo concerto tenutosi il 10 aprile 2010, al Teatro dell'Applauso, sono state pubblicate sul myspace ufficiale, mentre altre faranno parte dell'EP limited edition di Venarium, in uscita per il 1º ottobre 2010.
Il 24 maggio 2014 esce il primo singolo estratto dal nuovo album "Massoneria" previsto in uscita per novembre 2014. Il singolo intitolato "Militia Templi" , esce esclusivamente su vinile numerato, un 7 pollici contenente un premix del brano "Militia Templi" e una demo version di "Fama et Confessio Fraternitatis".
Il 24 settembre 2014 la separazione dalla Casa Discografica che li accompagna dal 2007.
Ad Ottobre 2014 la band firma un contratto con la MyGraveyard Productions per la pubblicazione e distribuzione dell'album "Massoneria".
La data di uscita di Massoneria viene fissata per il 22 novembre 2014.
Il 12 giugno 2024 hanno annunciato lo scioglimento del gruppo.

## Stile e influenze
Lo stile dei Rosae Crucis si è evoluto molto col tempo, passando da un metal con forti influenze estreme da thrash metal e grindcore, a un heavy metal dalle tinte epiche basato sugli scritti di Robert Ervin Howard (l'album Worms of the Earth ne è interamente basato) e dalla letteratura epico-cavalleresca (in Fede Potere Vendetta vi è un brano in cui è interamente recitato un canto tratto dalla Gerusalemme liberata di Torquato Tasso).
Tratto distintivo del gruppo è l'utilizzo della lingua italiana. Pochi sono i casi di uscite in lingua inglese, tra cui il disco di esordio nel 2003 e una speciale versione "overlord" del disco Fede Potere Vendetta.
Tra le maggiori influenze citano Running Wild, Blind Guardian, Rage, Grave Digger, Helloween, Gamma Ray, Virgin Steele, Warlord, Manilla Road, Cirith Ungol, Slayer, Manowar e "tutti coloro che suonano Heavy metal".

## Formazione[5]

### Attuale
- Giuseppe "Ciape" Cialone - voce
- Andrea "Kiraya" Magini - chitarra e voce
- Tiziano "Shredmaster" Marcozzi - chitarra e voce
- Daniele "KK" Cerqua - basso
- Piero "Bohemian Moloch" Arioni - batteria

### Ex membri
- Igor Baccei - chitarra
- Manuel Timperi - basso
- Massimiliano "Kronos" Salvatori - basso
- Giordano Bimbi - batteria
- Mirko Lai - batteria
- Giuseppe Orlando (Novembre) - special guest alla batteria per Worms of the Earth

## Discografia
Album in studio
- 2003 - Worms of the Earth
- 2008 - Il re del mondo
- 2009 - Fede potere vendetta
- 2010 - Fede potere vendetta - Overlord edition
- 2014 - Massoneria

Demo
- 1991 - Il re del mondo
- 1997 - Fede potere vendetta
- 1999 - Promo 1999
- 2001 - Bran Mak Morn

EP
- 2010 - Venarium

Singoli
- 2014 - Militia templi